# Kazimieras Šavinis
Kazimieras Šavinis (* 16. Februar 1937 in Kaliekiai, Rajon Utena; † 3. April 2018) war ein litauischer Politiker.

## Leben
Von 1954 bis 1959 absolvierte er das Studium am Kauno politechnikos institutas und wurde Ingenieur. Von 1975 bis 1978 war er Aspirant am Vilniaus inžinerinis statybos institutas.
Von 1964 bis 1990 arbeitete er am Autobahnenprojektierungsinstitut in Šiauliai. Von 1990 bis 1991 war er Bürgermeister von Šiauliai, von 1992 bis 1995 und von 2003 bis 2007 stellv. Bürgermeister. Von 1996 bis 2000 war er Mitglied des Seimas und von 2000 bis 2001 stellv. Verkehrsminister.
Ab 2002 war er Ehrenbürger von Šiauliai.